# پاندللا رینونگ
پاندللا رینونگ (انگلیسی: Pandelela Rinong؛ زادهٔ ۲ مارس ۱۹۹۳) ورزشکار شیرجه اهل مالزی است.
وی در مسابقات کشوری و بین‌المللی در مجموع برندهٔ ۱۱ مدال طلا، ۹ مدال نقره، ۹ مدال برنز شده‌است.